# Zderadice
Zderadice jsou malá vesnice, část městyse Maršovice v okrese Benešov. Nachází se asi 2 km na sever od Maršovic. V roce 2009 zde bylo evidováno 34 adres.
Zderadice jsou také název katastrálního území o rozloze 6,39 km². V katastrálním území Zderadice leží i Mstětice, Řehovice, Tikovice, Vráce a Záhoří.

## Historie
První písemná zmínka o vesnici pochází z roku 1381.
Za druhé světové války se ves stala součástí vojenského cvičiště Zbraní SS Benešov a její obyvatelé se museli 31. prosince 1943 vystěhovat.